# Szent Mihály és Gábriel arkangyalok fatemplom (Alsócsóra)
Az alsócsórai fatemplom műemlék Romániában, Fehér megyében. A romániai műemlékek jegyzékében az AB-II-m-A-00314 sorszámon szerepel.